# Earina mucronata
Earina mucronata är en orkidéart som beskrevs av John Lindley. Earina mucronata ingår i släktet Earina och familjen orkidéer. Inga underarter finns listade i Catalogue of Life.

## Bildgalleri

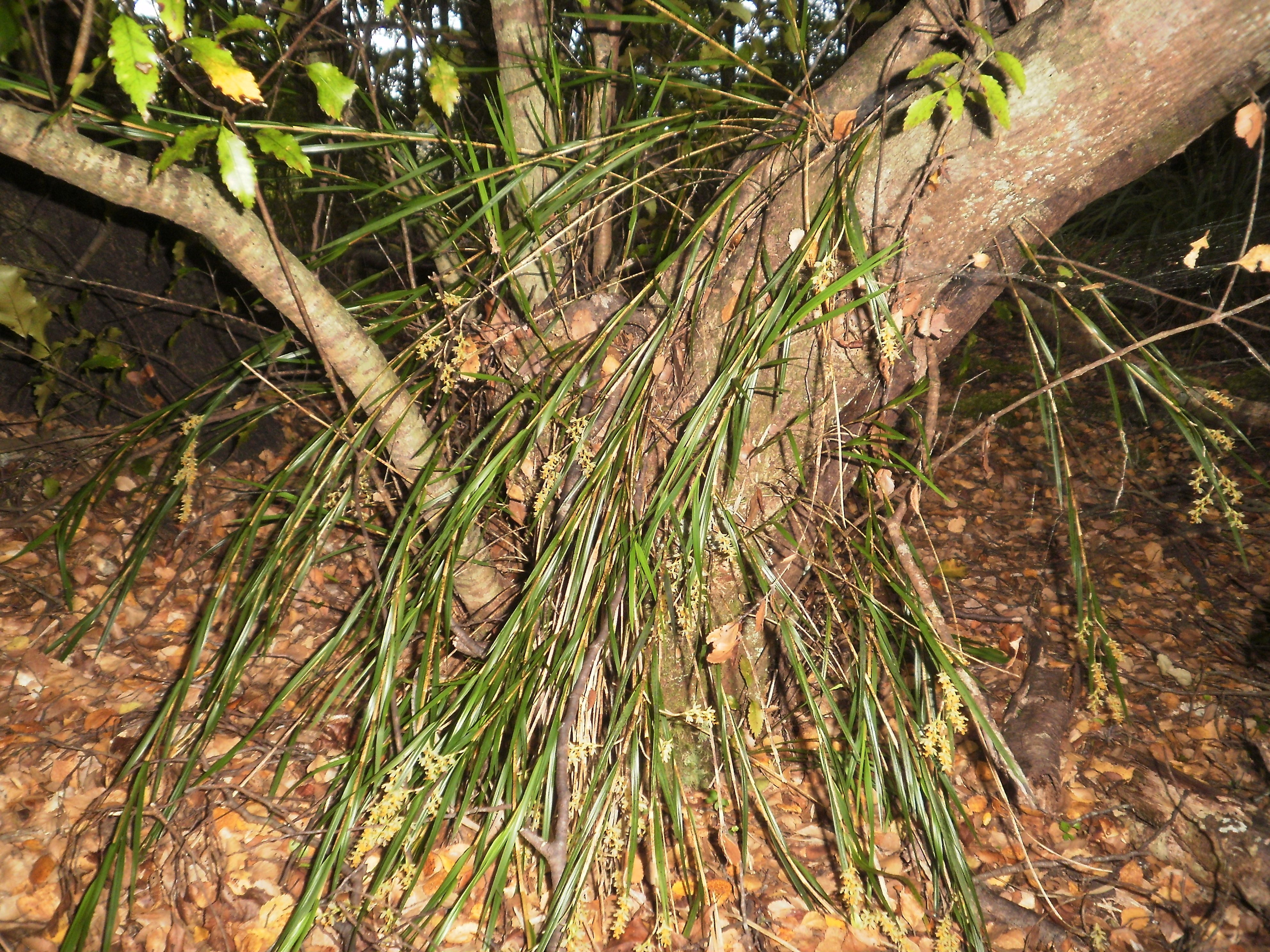
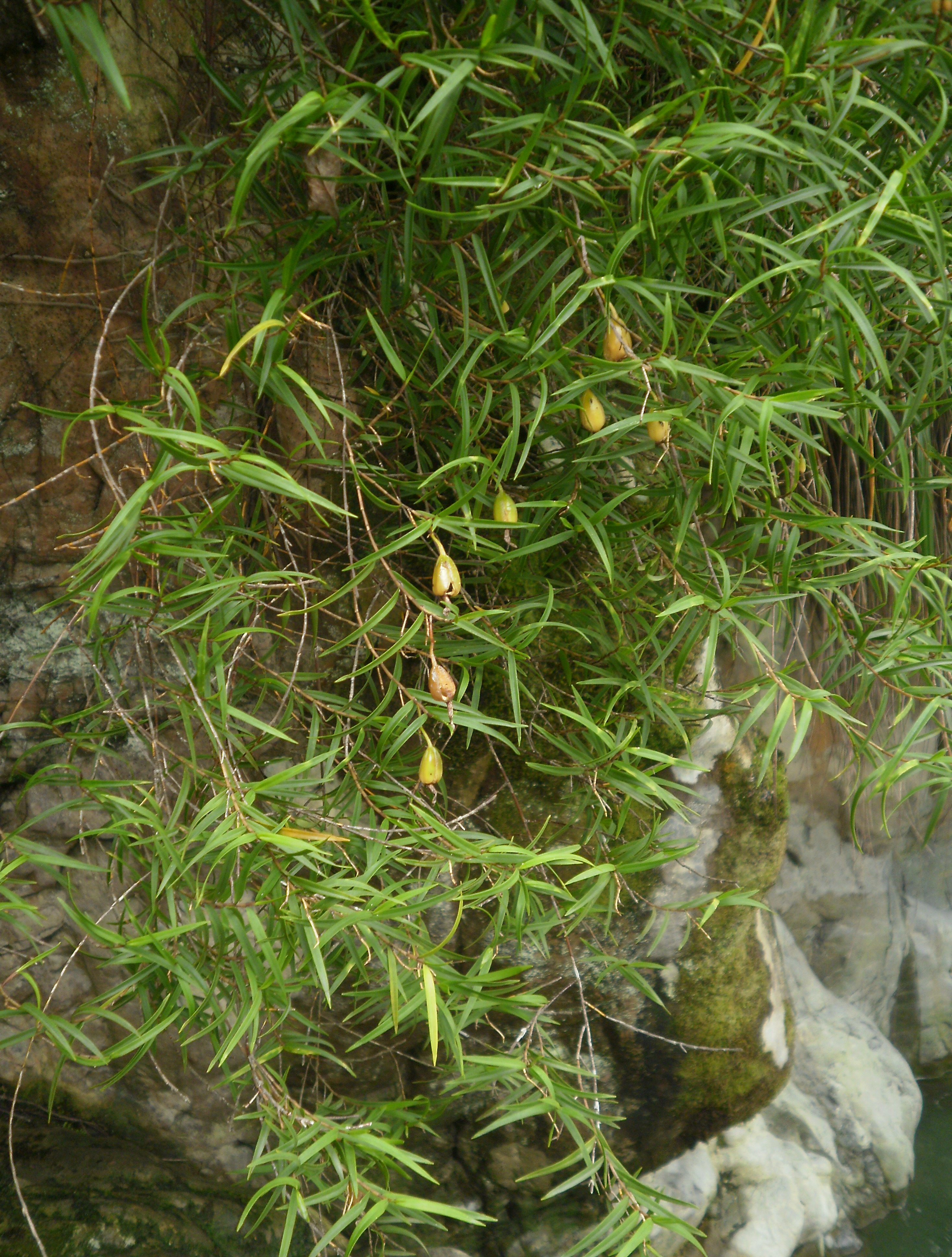
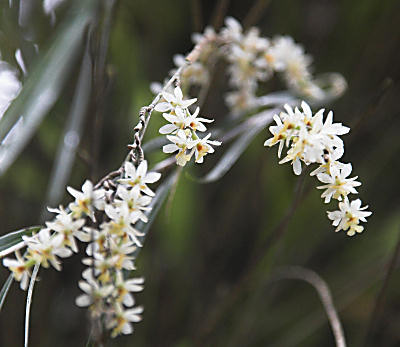
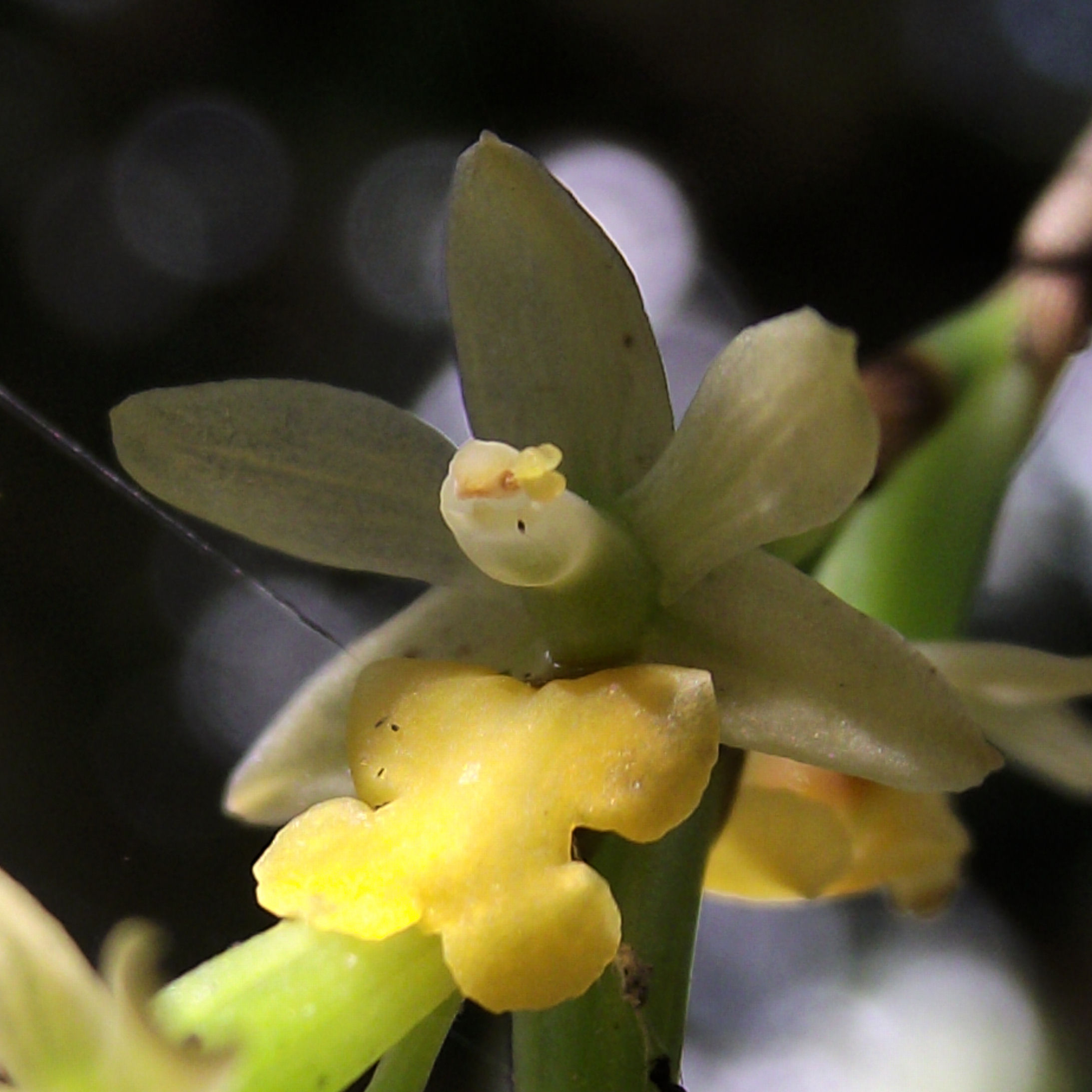
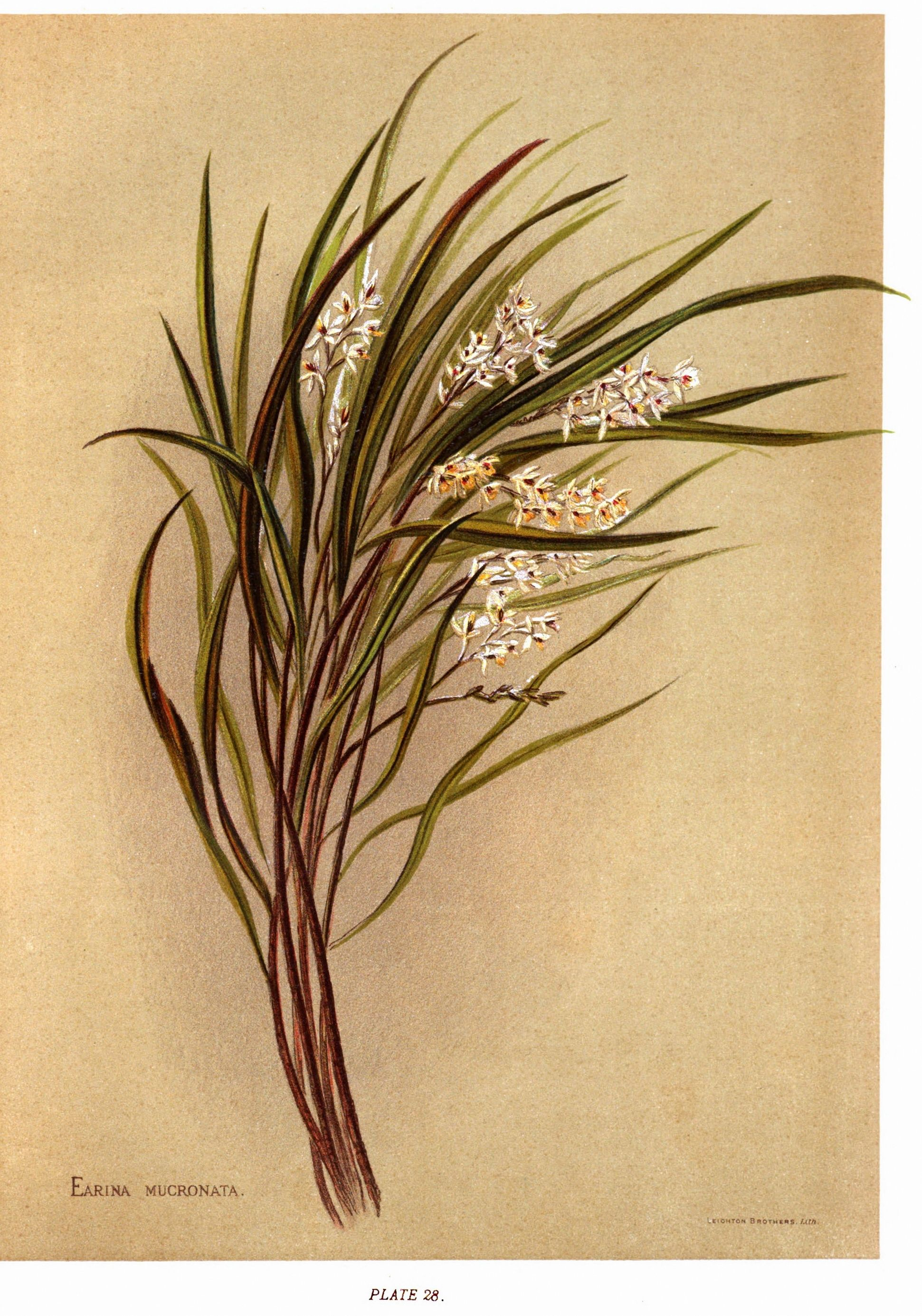